# 바이 마이 티 쁠릿 쁠레우
《바이 마이 티 쁠릿 쁠레우》(태국어: ใบไม้ที่ปลิดปลิว; 영어: The Fallen Leaf 더 폴른 리프[*])는 2019년 방영된 태국의 드라마이다.